# Obecní dům

Obecní dům

Das Prager Gemeindehaus (tschechisch Obecní dům) oder Repräsentationshaus befindet sich am Platz der Republik Nr. 5 neben dem Pulverturm. Der Jugendstilbau ist heute ein Ort für Veranstaltungen, Ausstellungen und Konzerte. Das Gemeindehaus ist auch Sitz des Prager Symphonieorchesters und einer der Schauplätze für das jährliche Festival Prager Frühling.

## Geschichte
Das Gebäude wurde an der Stelle des 1904 abgerissenen ehemaligen Königshofes von 1906 bis 1912 errichtet. Der Königshof (Králův Dvůr) war von Wenzel IV. um das Jahr 1380 als Residenz errichtet worden. Hier stand der Neue Turm, der einst eines der sieben Tore der Prager Altstadtbefestigung schützte und in die Anlage des Königshof miteinbezogen wurde.
Anschließend nutzen Sigmund, Albrecht von Habsburg, Ladislaus Postumus und Georg von Podiebrad den Palast. Nach Unruhen in Prag und einer Pestepidemie zog König Vladislav 1483 von dem unmittelbar neben dem Turm gelegenen Königshof auf die Prager Burg um.

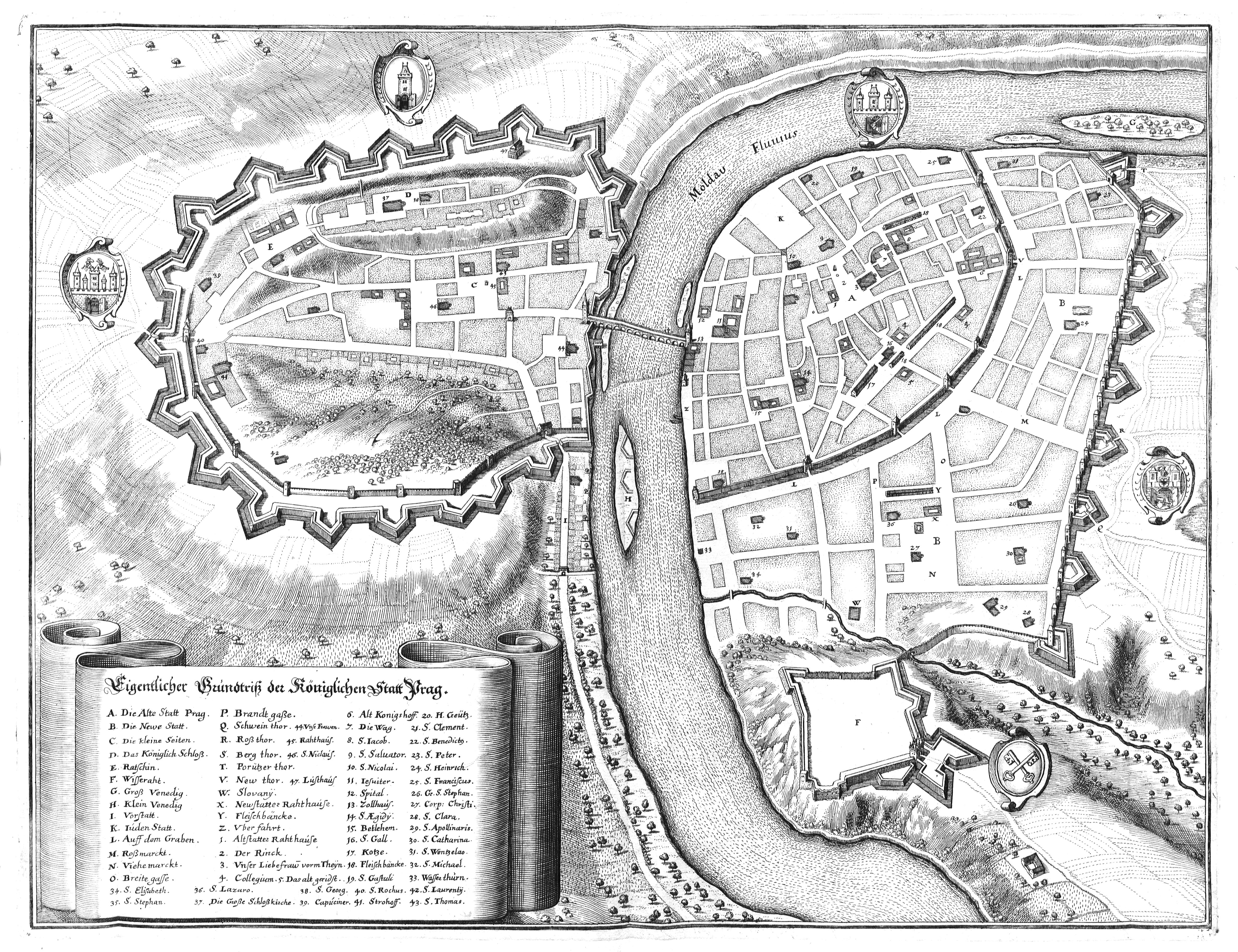
Grundriss der königlichen Stadt Prag mit
Königshof (6)
Neues Tor (V)

Als einziger Bestandteil des Königshofes ist heute noch der Durchgang zwischen Gemeindehaus und Pulverturm über die Celetná-Straße erhalten. Die Stadt Prag veranstaltete nach dem Abriss einen Architektenwettbewerb, welchen Antonín Balšánek und Osvald Polívka gewannen. Ihr Stil steht am Übergang zwischen Historismus und Jugendstil.
Am 28. Oktober 1918 wurde hier die Gründung der Tschechoslowakischen Republik ausgerufen. Im November 1989 fand hier im Zuge der Samtenen Revolution das erste Treffen zwischen der kommunistischen Regierung und den Vertretern des Bürgerforums mit Václav Havel an der Spitze statt. Von 1994 bis 1997 wurde das Gebäude saniert.
Im Jahr 1989 wurde das Gemeindehaus zum Nationaldenkmal erklärt.

## Gebäude
Das Gemeindehaus nimmt eine Fläche von ca. 4214 m2 ein und hat etwa 1240 Räume.
Die Fassade ist ein Relikt vom Historismus des 19. Jahrhunderts, eine Mischung von Neorenaissance und Neobarock. Das Gemeindehaus gilt als ein bedeutendes Beispiel des Prager Jugendstils und als Zeugnis von außerordentlicher künstlerischer und handwerklicher Qualität. Auch galt es zu seiner Entstehungszeit als Verwirklichung einer in Mitteleuropa einzigartigen Modernität mit seinen 28 elektrischen und hydraulischen Aufzügen, dem Lüftungssystem mit Fernbedienung, der Rohrpost, dem Zentralstaubsauger, der Telefonzentrale, dem Raum für Eiserzeugung, dem Kühlraum und der modernen Küche.
Die beiden Trakte der Hauptfront stehen in einem stumpfen Winkel zueinander. In der Mitte befindet sich das Portal und darüber der Balkon, geziert von einem großen halbkreisförmigen Bogen mit einem Zitat von Svatopluk Čech zum Ruhme der Stadt Prag. In dem Bogen befindet sich das Mosaik Apotheosa Prahy von Karel Špillar. Darüber befindet sich die Kuppel, flankiert von zwei Statuengruppen von Ladislav Šaloun, die die Demütigung und Auferstehung der tschechischen Nation symbolisieren. An der reichen Innenausstattung des Repräsentationshauses waren viele bekannte Künstler der Jahrhundertwende, wie etwa Mikoláš Aleš, Max Švabinský, Josef Václav Myslbek und Alfons Mucha, beteiligt. Im Smetana-Saal, dem großen Konzertsaal, errichteten Jan Tuček und Heinrich Voit und Söhne 1912 eine Orgel mit 70 Registern, die 1997 von Vleugels restauriert wurde.

## Galerie

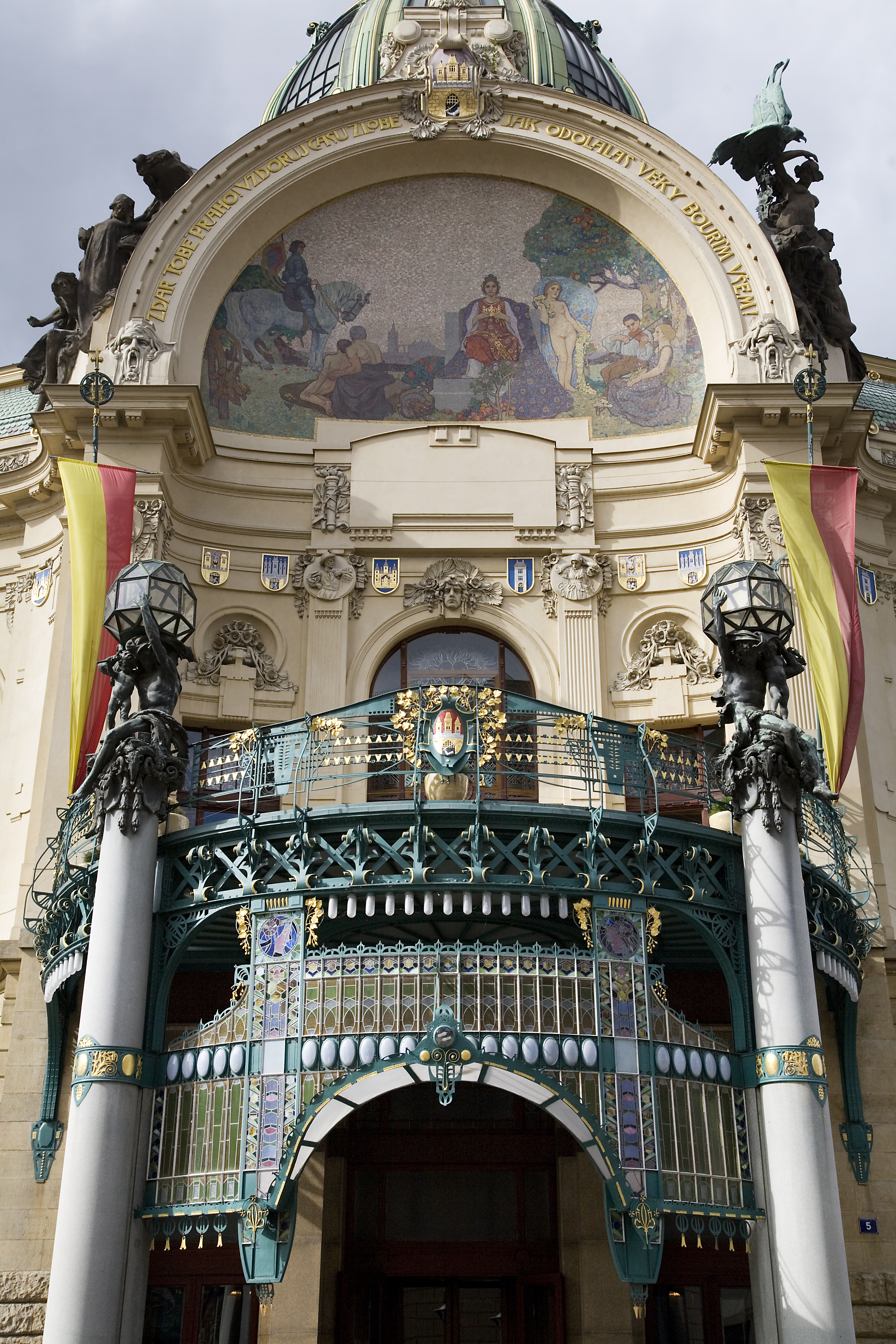
Der Eingangsbereich
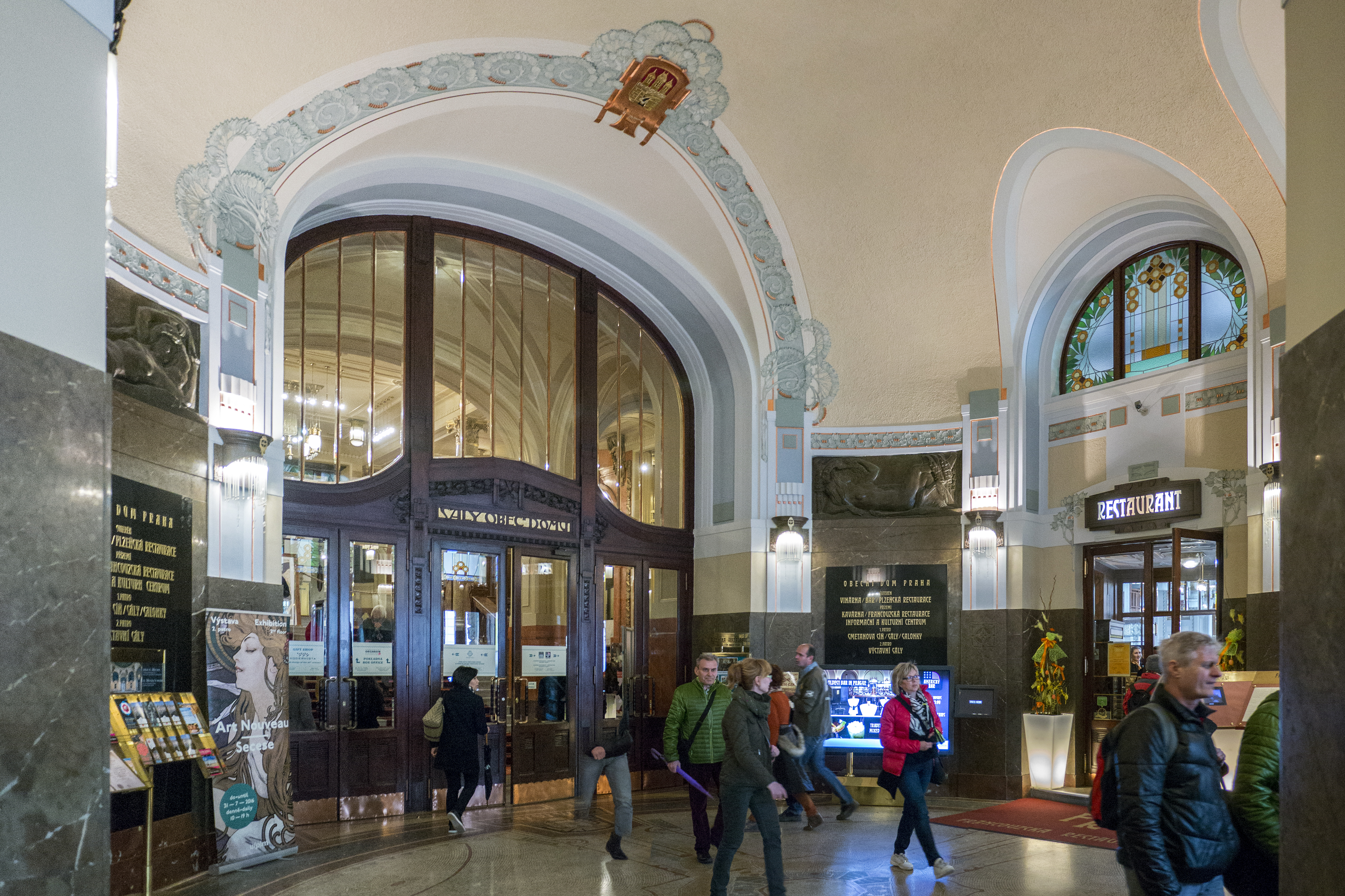
Das Foyer
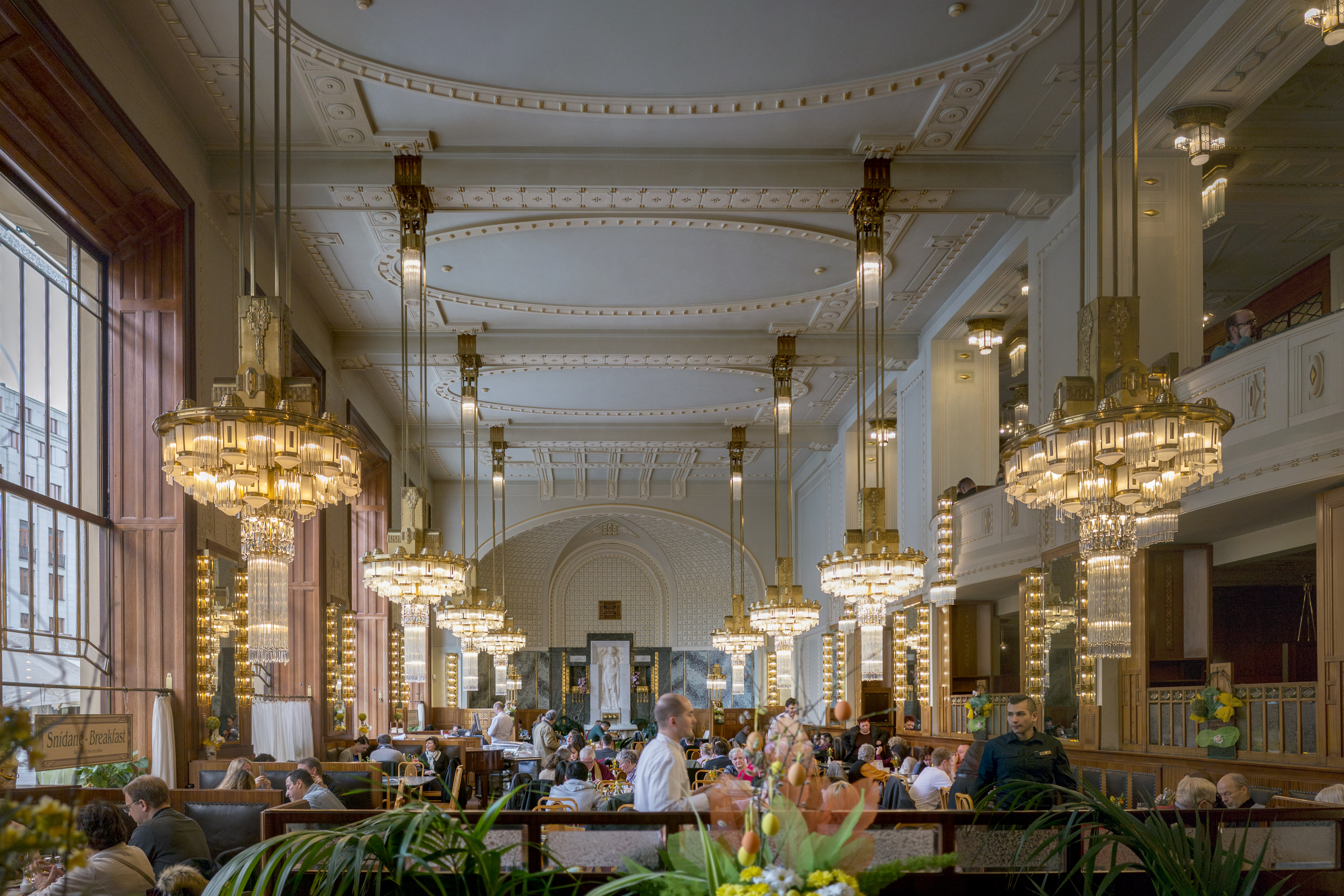
Das Cafehaus auf der linken Seite
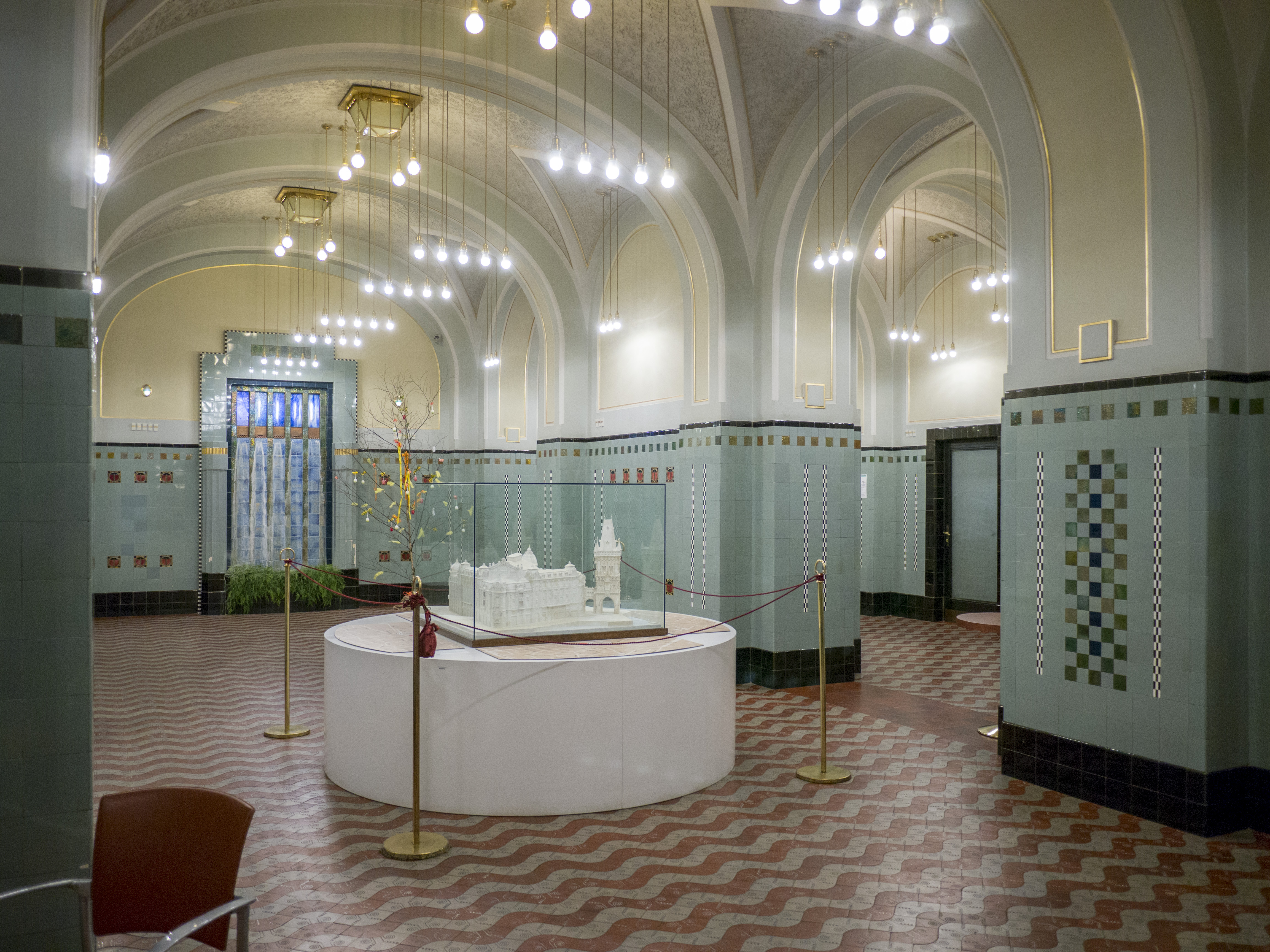
Halle im Untergeschoss
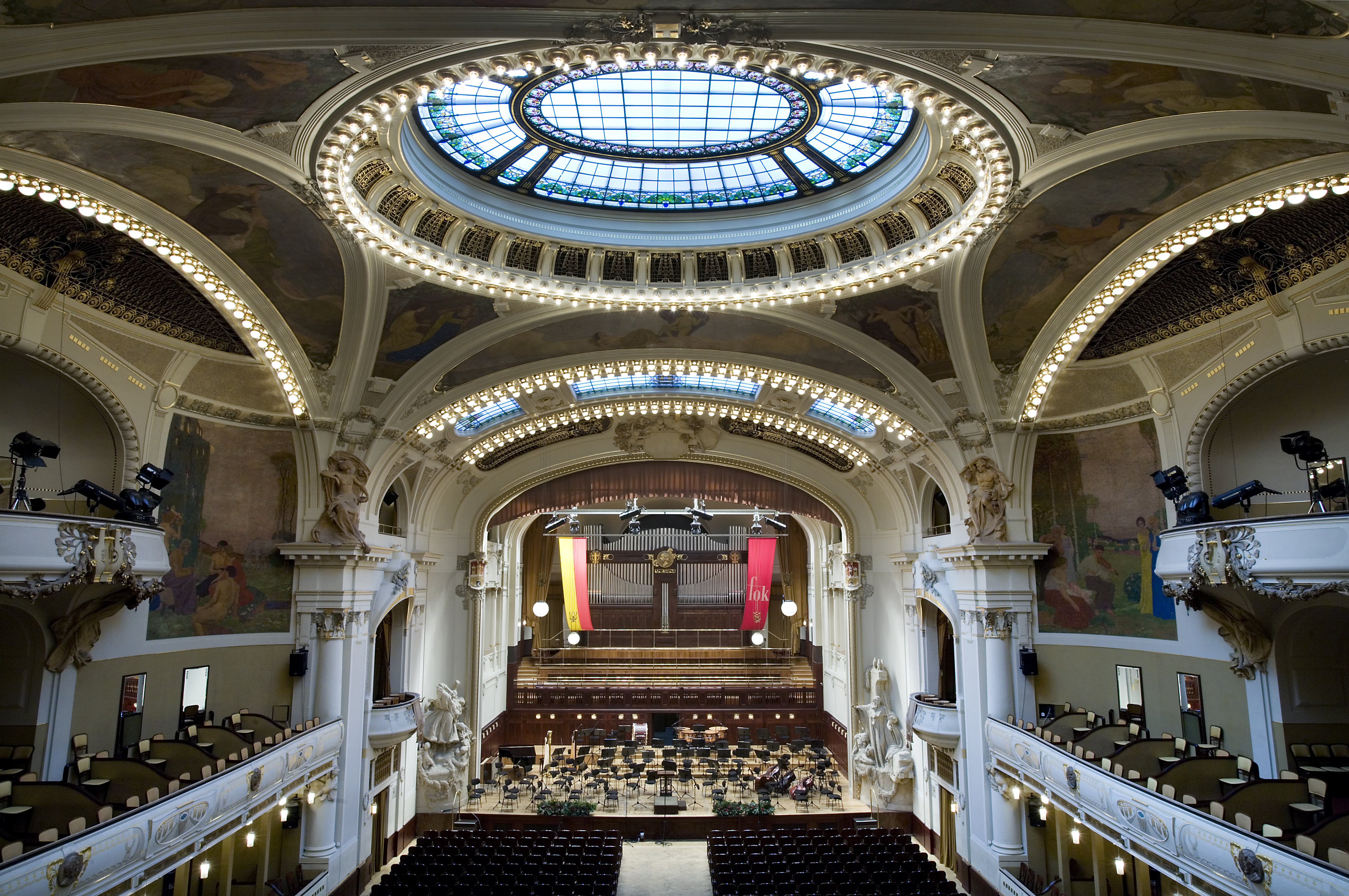
Der Smetana-Saal
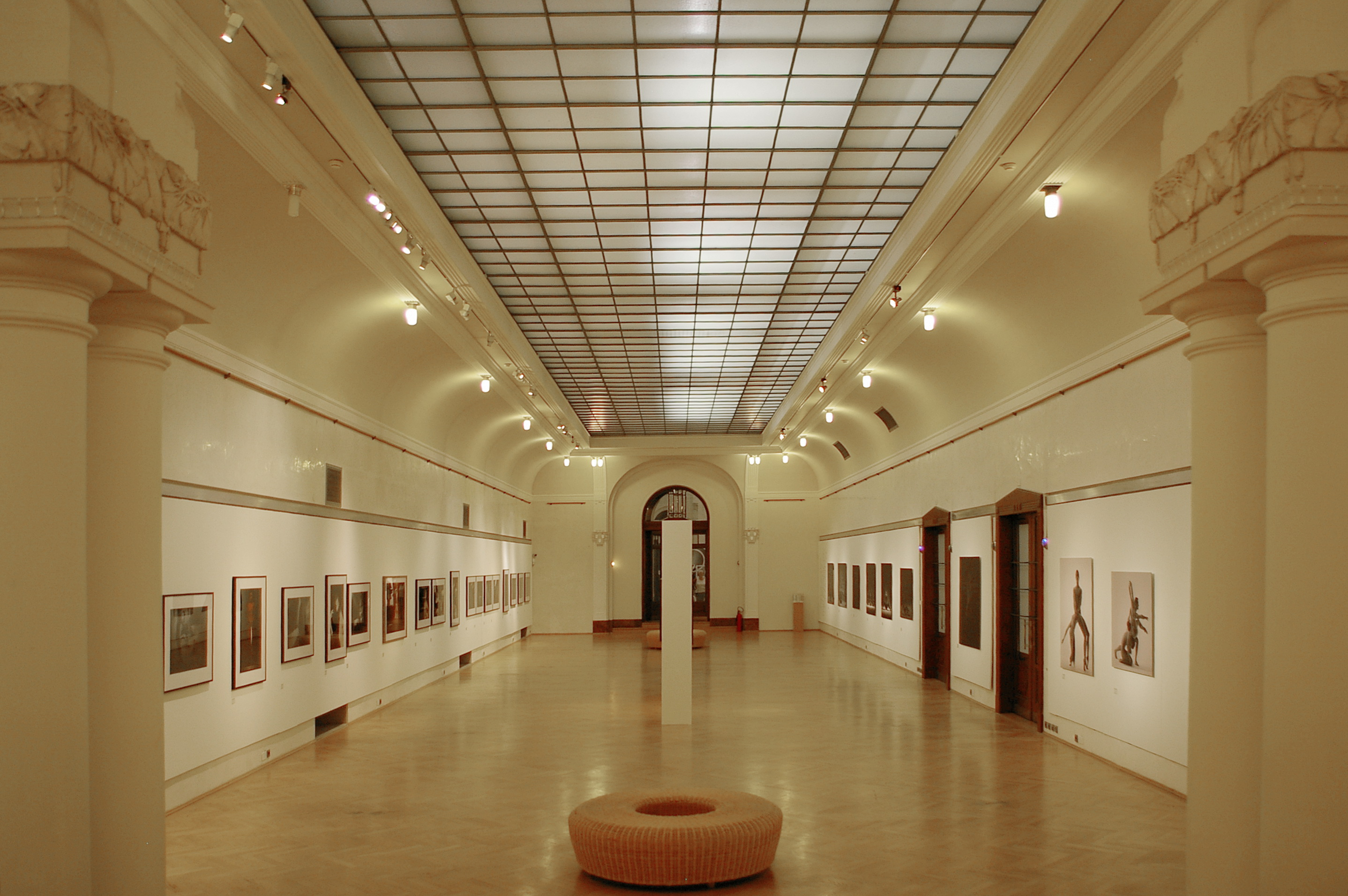
Ein Ausstellungsraum
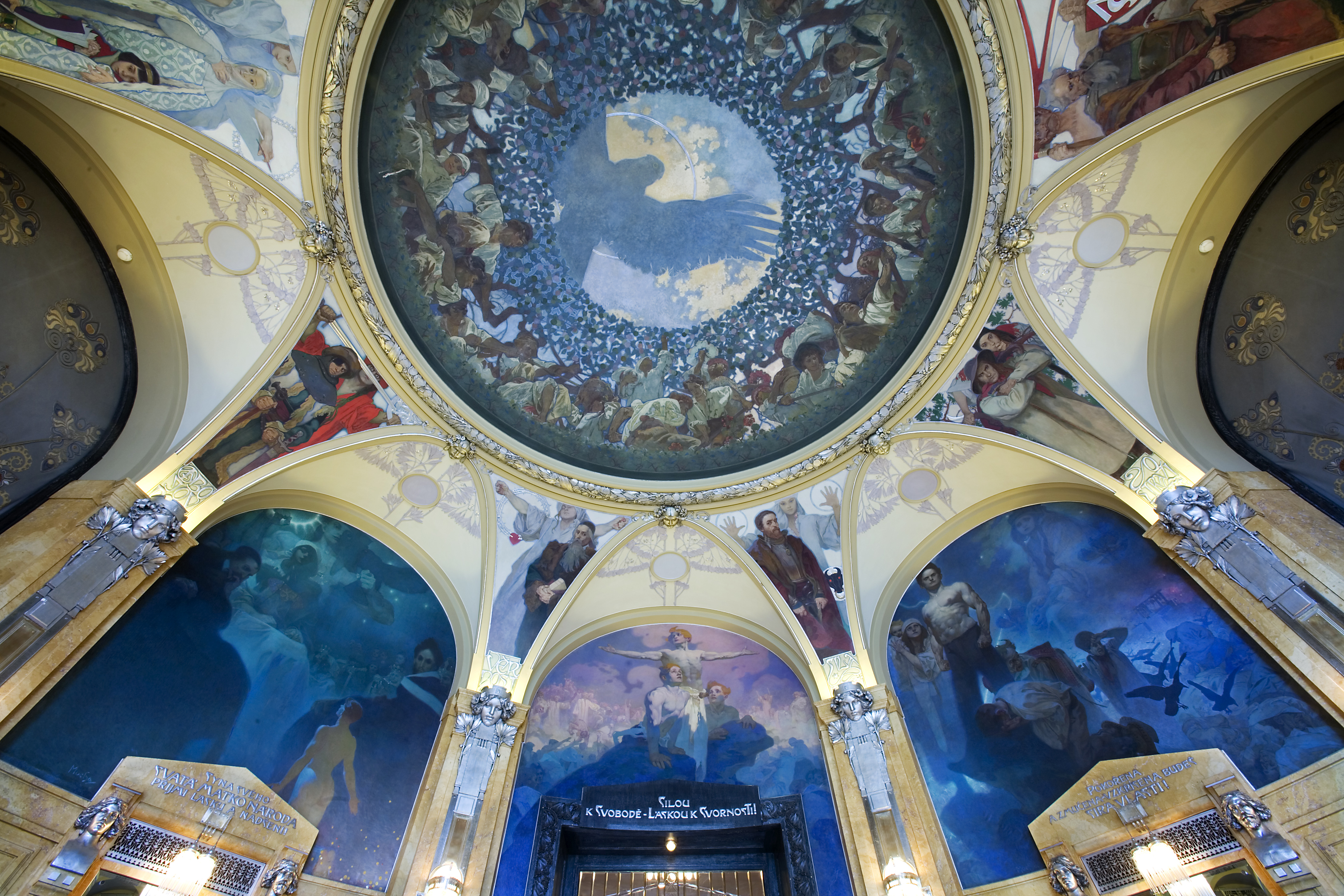
Deckenfresko im Primator-Saal